# Léon de Berluc-Pérussis
Léon de Berluc-Pérussis, né à Apt (Vaucluse) le 14 juin 1835 et mort à Aix-en-Provence le 2 décembre 1902, est un historien et poète français de langues française et provençale.

## Sa vie et son œuvre
Il est issu d'une très ancienne famille provençale, alliée à la famille florentine des Peruzzi, venue de Lombardie et établie à Forcalquier, ancienne capitale de la Haute-Provence, dès 1440. Son père et son grand-père étaient tous deux magistrats. Il est le beau-frère de Louis de Bresc, auteur de l'Armorial des communes de Provence. Il fit ses études au petit séminaire de Forcalquier, puis, après un bref passage au lycée de Versailles, au collège Bourbon d'Aix-en-Provence. Il poursuivit à Aix des études de droit et s'inscrivit en 1856 au barreau de la cour d'appel. Après avoir été secrétaire, puis vice-président, de la conférence des avocats, il quitta la profession pour partager son temps entre Aix et sa terre patrimoniale de Porchères, à Forcalquier, où il s'occupa tour à tour de recherches sur l'histoire locale, de poésie et d'agriculture.
Fervent partisan de la décentralisation et des réformes sociales préconisées par Frédéric Le Play, il fut notamment rédacteur du Mercure aptésien en 1853 et de l'Abeille du Midi en 1855, inspecteur divisionnaire de la Société française d'archéologie pour les départements de la Provence en 1862, membre de l'Académie des sciences, agriculture, arts et belles-lettres d'Aix en 1865, secrétaire général du Congrès scientifique de France à Aix et président du Congrès archéologique de France à Nice en 1866, promoteur du ve centenaire international de Pétrarque à Avignon en 1874, président des fêtes littéraires de Notre-Dame de Provence à Forcalquier en 1875, majoral du Félibrige en 1876, directeur régional de l'Institut des provinces et président d'honneur du Congrès scientifique de France à Nice en 1878.
Lors du ve centenaire international de Pétrarque en 1874, ce fut lui qui lança l' « idée latine », un ambitieux projet ayant pour objectif de réunir les peuples dont les langues, toutes connues de Pétrarque et toutes issues du latin, étaient le français, l'italien, le catalan et le provençal. Lui-même écrivait en français et en occitan, la majeure partie de son œuvre poétique ayant été composée en provençal. Ses poèmes, dont les plus connus sont Cant di Fourcauqueiren a Nostro-Damo de Prouvenço et La Madalenen, furent disséminés sous différents pseudonymes dans la revue Almanach du sonnet, qu'il fonda lui-même en 1874, et dans un grand nombre de recueils du temps.

## Publications
- Les Distractions, poésies posthumes, par M. Gustave Rambot. Publiées d'après les intentions de l'auteur et accompagnées d'une notice sur sa vie et ses œuvres, par le Chevalier de Berluc-Perussis (1860)
- Fête séculaire et internationale de Pétrarque célébrée en Provence 1874. Procès-verbaux et vers inédits, avec Hippolyte Guillibert (1875)

Publications posthumes
- Conte prouvençau, Éditions Sextia, Aix-en-Provence, 1920
- Sonnets, Éditions Sextia, Aix-en-Provence, 1920
- Correspondance de Frédéric Mistral et Léon de Berluc-Pérussis, 1860-1902, Annales de la Faculté des lettres, Aix-en-Provence, 1955
- Lettres de Léon de Berluc-Pérussis à Paul Mariéton, 1882-1902, recueillies et annotées par Bruno Durand, introduction de Charles Rostaing, Éditions Ophrys, Gap, 1957

Opuscules et discours

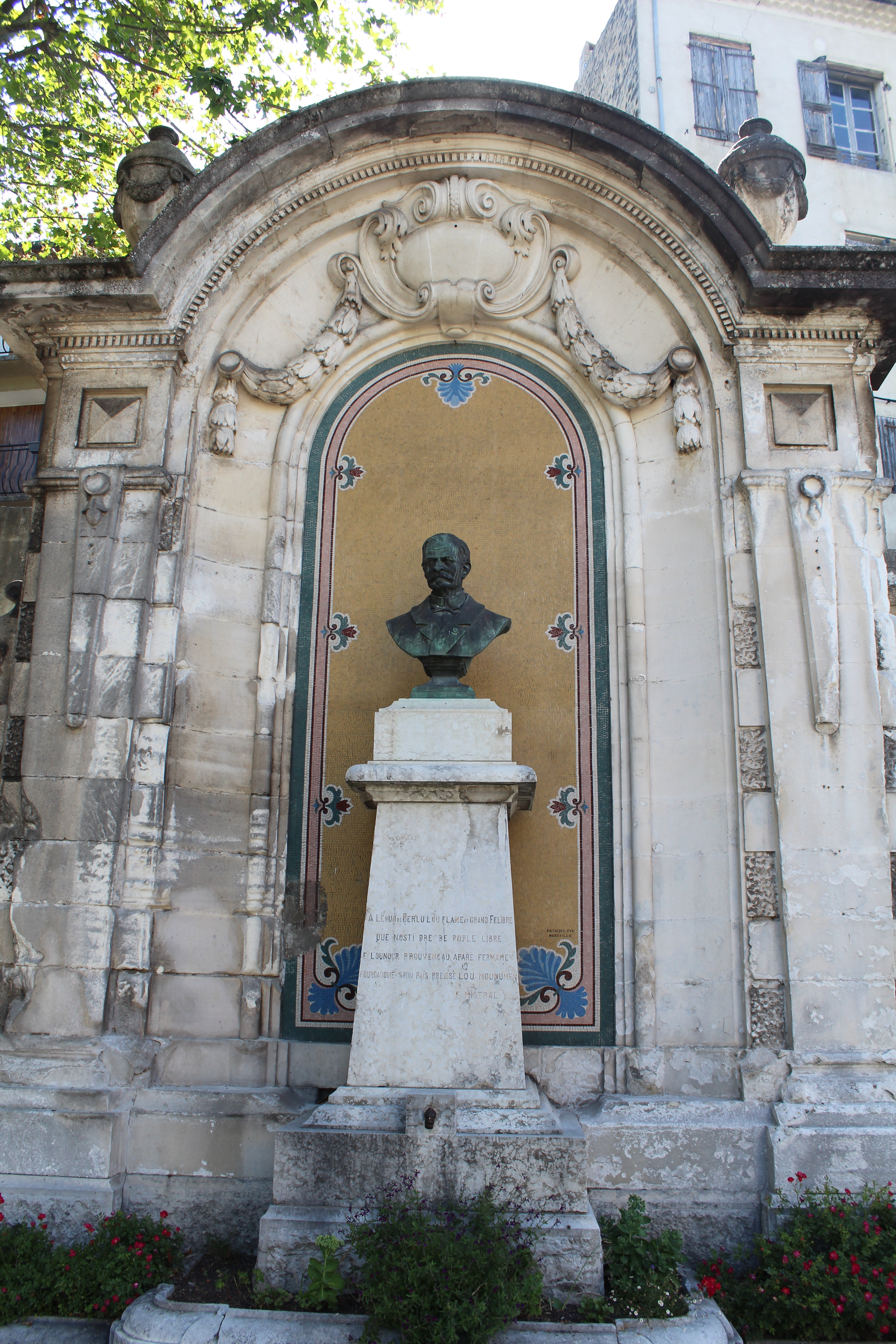
Monument à Léon de Berluc-Pérussis, Forcalquier.

- Bibliographie provençale. Les Chansons du Carrateyron, poète du XVIe siècle (1855).
- Du Mouvement littéraire en Provence (1856).
- Éloge de H. de Boniface, avocat au parlement de Provence (1859).
- Discours de réception à l'Académie d'Aix, prononcé le 25 avril 1865, par L. de Berluc-Perussis. Le Comte de Gabrielli, Gustave Rambot, le marquis d'Arbaud-Jouques (1865).
- La Crise agricole en Provence (1866).
- L'Enquête et la représentation agricole (1866).
- Athénée de Forcalquier (1876). Un document inédit sur Laure de Sade (1876).
- Le Centenaire de Pétrarque au point de vue bibliographique (1877).
- Installation de Monsieur le procureur-général Clément-Simon comme membre d'honneur de l'Académie d'Aix (1878).
- Malherbe à Aix (1878).
- Note sur les travaux de l'Académie d'Aix relatifs aux beaux-arts (1878).
- Laugier de Porchères et Arbaud de Porchères, deux des quarante premiers de l'Académie française (1880).
- Les Anciennes Faïenceries de la Haute-Provence (1885).
- Les Quatre Paroisses urbaines de Forcalquier et leur union en 1415 (1888).
- Paraulo dicho i funeraio de J. Roumanille lou 26 de mai 1891 à Saint-Roumié de Prouvènço (1891).
- Le Dernier Troubaire (Eugène Seymard) (1892).
- Le Protestantisme à Forcalquier, mémorial inédit d'Antoine Gassaud (1892).
- Escolo felibrenco de Lar (1896).
- A. de Gagnaud. Lou « Signum », souvenenço dou coulègi de Fourcouquié (1897).
- Paroles prononcées aux obsèques de l'abbé. J.-H. Albanès (1897).
- La Patrie et la Matrie (1898).
- Ph. Tamizey de Larroque (1898).
- La Provence des temps autonomes. Rapport sur « La société provençale » de M. Charles de Ribbe (1898).
- Lettres inédites de « l'Ami des hommes » et du bailli de Mirabeau (1899).
- Wendelin en Provence (1890).
- Par l'Inauguration de la fouont Jano d'Arc à Fourcouquié (1901).
- Rapport sur les Tribunaux de Sisteron de M. St-Marcel Eysseric (1901).